# Tetraponera atra
Tetraponera atra é uma espécie de formiga do gênero Tetraponera, pertencente à subfamília Pseudomyrmecinae.